# Boston (juego de naipes)

Los cuatro palos de la baraja francesa.

El Boston es un juego de naipes para cuatro jugadores. Se utiliza baraja francesa, que consta de 52 naipes, sin los dos comodines. Se trata de una variante del popular whist.

## Historia
Los orígenes del juego se remontan a 1773, cuando al comienzo de la Guerra de Independencia de los Estados Unidos, los habitantes de la ciudad estadounidense de Boston, que fue una de las primeras ciudades atacadas por los ingleses, para entretenerse durante el asedio, inventaron este juego, derivado del whist. Los franceses, que eran los aliados de los norteamericanos, lo exportaron a Europa, facilitando así su difusión.
Era el pasatiempo favorito del conde Rostov y algunos otros personajes de la novela Guerra y Paz de León Tolstoi.

## Valor de las cartas
En este juego las cartas no tienen ningún valor numérico, siendo el As es la carta más alta, siguiéndole el Rey, la Reina, la Jota y así sucesivamente hasta el 2. La particularidad del juego es que la Jota de Diamantes, llamada "Boston" es la carta más fuerte de la baraja, siendo denominado "el triunfo decimocuarto", siendo incluso superior al As.

## Reparto de las cartas
Se reparten 13 cartas a cada jugador, tres rondas de tres y una de cuatro, en el mismo sentido que las agujas del reloj. La persona que reparte descubre la última carta sobre la mesa, actuando esta como triunfo, quedando en poder del jugador que ha repartido.

## Desarrollo del juego
El objetivo del juego es hacer el mayor número posible de bazas. Para el desarrollo del mismo, se juega con fichas ; la misma cantidad para cada uno de los jugadores. Se establece un plato inicial con 20 fichas, que percibirá el ganador de la mano. El jugador que reparte ha de poner 8 fichas, y el resto de los jugadores, 4 fichas cada uno. 
Para el desarrollo del juego se utilizan las declaraciones de: Paso, pido, sostengo o independencia. El significado de cada una de estas declaraciones es la siguiente :
- Paso: el jugador que elige esta declaración no quiere participar en la mano. Si pasan todos, el jugador que reparte debe volver a repartir las cartas.

- Pido: si se pide, significa que el jugador cree que puede hacer al menos 5 bazas en esa mano. Si un jugador dice: "Quiero", otro puede contestar: "Sostengo".

- Sostengo: quien dice: "Sostengo", se convierte en compañero del que ha dicho: "Pido". Los dos socios deben hacer ocho bazas en vez de cinco.

- Independencia: si un jugador pide independencia, anula todas las declaraciones anteriores y tendrá que hacer al menos ocho bazas.

El primero en jugar es el mano o dador; los otros han de  asistir con una carta del mismo palo, si no tienen ninguna, no están obligados a fallar, pudiendo jugar una carta cualquiera (descartar) o jugar una carta del triunfo (fallar). También pueden jugar una carta del triunfo (arrastrar), para poder ganar las cartas propias que son firmes. Gana la baza el jugador que haya tirado la carta más alta, o haya fallado con un triunfo.
Se procede del mismo modo hasta que ya no queden cartas y, a continuación, se cuentan las bazas de cada jugador. Si durante la mano se ha cantado un sostengo, se suman juntos los puntos de los dos jugadores. Naturalmente, se pueden dar distintas situaciones:
- Con un "pido": si el jugador ha hecho las cinco bazas, gana el plato. Si ha hecho más, recibe una ficha extra de cada jugador por cada baza de más. Si no hace las cinco bazas, debe doblar el plato y dar una ficha a cada jugador por cada baza que haya hecho de menos.
- Con un "sostengo": si los dos jugadores han hecho las ocho bazas, se reparten el plato. Si han hecho más, reciben una ficha de cada jugador por cada baza de más. Si no hacen las 8 bazas, han de doblar la cantidad de fichas del plato y dan una ficha a cada jugador por cada baza de menos que hayan conseguido.
- Con un "independencia": el jugador que ha hecho ocho bazas, gana el plato, y cada jugador le debe dar diez fichas más. Si no ha conseguido las ocho bazas, debe doblar la cantidad de fichas del plato y dar diez fichas extras a cada jugador.

El jugador que consiga 13 bazas, es decir, haga capote, recibe 16 fichas de cada uno de los jugadores y así sucesivamente hasta el término de las fichas.